# Ortland (Ölfeld)
Das Erdölfeld Ortland ist ein ehemaliges Erdölfördergebiet östlich der Stadt Quakenbrück in Niedersachsen. In Tiefen von 630 bis 375 m unter NN wurde von 1956 an das Erdölfeld erschlossen. Aus 19 fündigen Bohrungen wurde das Erdöl aus der geologischen Formation des Dogger gefördert. Eine Gasförderbohrung aus dem Obermalm wurde später auf Erdölförderung umgebaut. 1980 betrug die kumulative Förderung bereits 290.000 t. Die Erdölförderung im Feld wurde 1995 mit einer kumulativen Gesamtförderung von 306.222 Tonnen Rohöl eingestellt.

## Förderung
| Jahr | Förderung in Tonnen |
| ---- | ------------------- |
| 1960 | 25.251              |
| 1965 | 13.865              |
| 1970 | 7.429               |
| 1975 | 4.128               |
| 1980 | 2.147               |
| 1985 | 1.561               |
| 1990 | 822                 |
| 1994 | 95                  |